# 麻溪铺镇
麻溪铺镇，是中华人民共和国湖南省怀化市沅陵县下辖的一个乡镇级行政单位。

## 行政区划
麻溪铺镇下辖以下地区：
仰溪铺村、李家村、肖家坳村、四方头村、麻溪铺社区村、千丘田村、马家村、庄田村、文家坪村和龙岩头社区村。